# Шемшак
Шемшак (на персийски: شمشک) е втори по големина ски курорт в Иран, основан през 1958 г. Разположен е в планините Алборз, близо до връх Дамаванд.
Шемшак е международен ски център. Получава официално признание от Международната федерация по ски през 1996 г. след редица подобрения и промени в състоянието и вида на пистите. На разположение на скиорите и сноубордисти има 2 седалкови лифта и 5 влека, а също и съоръжения за осветяване на пистите за нощно каране.
Шемшак е на около 10 km от най-големия ирански ски курорт Дизин, но тук пистите са по-стръмни и са предназначени за напреднали скиори. За любителите на свободния стил могул има много писти с бабуни. Теренът е подходящ и за по-екстремните спускания със сноуборд. Най-долната точка на пистите е с надморско равнище 2550 m, най-горната е на 3050 m. Голямата височина и обилните валежи осигуряват отличното качество на снежната покривка.
Курортът разполага с 2 хотела и 4 ресторанта. В сравнение с курорта Дизин Шемшак е по-малко посещаван и неговите писти и съоръжения, макар и не толкова многобройни, са по-малко натоварени. Ски сезонът има различна продължителност, но обикновено е от края на ноември до началото на април.
Курортът е на 57 km североизточно от Техеран и носи името на малкото планинско селище Шемшак, около което се намира. Мястото и през лятото е благоприятно за отдих и туризъм. До него се стига за около 60 – 90 мин с автомобилен транспорт, но през зимата в крайния участък на пътя са необходими вериги.